# الکساندرا فروستروس-سلتین
الکساندرا تئودورا فِروسْتِروس-سُلْتین (به انگلیسی: Alexandra Theodora Frosterus-Såltin) (زاده ۶ دسامبر ۱۸۳۷، اوسیما – درگذشته ۲۹ فوریه ۱۹۱۶، واسا) نقاش و تصویرگر متعلق به جمعیت سوئدی-زبان فنلاند بود که به‌خاطر آثارش در زمینه قطعه محراب نیز شهرت دارد.

## پیشینه

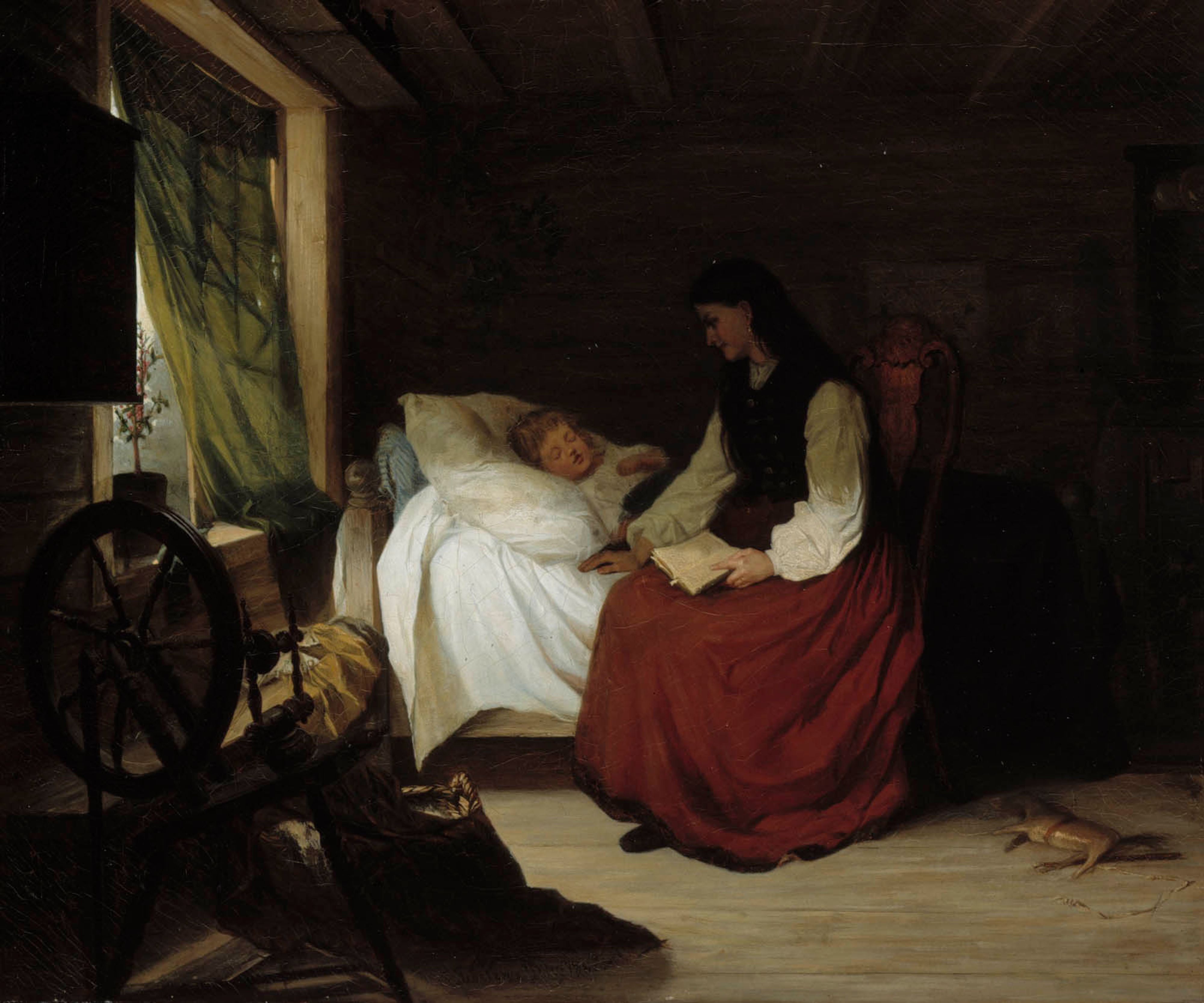
مادر با کودک خوابیده‌اش

پدر الکساندرا، استاد الهیات و مادرش، ویلهلمینا، اولین دانشجوی دختر فنلاند بود. مادرش در هفت سالگی وی فوت درگذشت و پدرش در سال ۱۸۴۶ دوباره ازدواج کرد. بیشتر دوران کودکی او در واسا سپری شد، جایی که پدرش یکی از مقامات کلیسا بود. در سن چهارده سالگی، او خانه را به مقصد تورکو ترک کرد تا شاگرد خصوصی رابرت ویلهلم اکمن شود و به مدت پنج سال نزد او تحصیل کرد.
در سال ۱۸۵۸، بنا به توصیه اکمن، از او خواسته شد تا طرح‌هایی را برای انتشار یک کتابچه ضد الکل به نام داستان زندگی تامی مخرب با پشتیبانی نهضت مخالفت با مصرف الکل ارائه دهد. کتابچه برای سال‌ها مجدداً منتشر شد.
بعداً در سال ۱۸۵۸ اولین نمایشگاه آثار جدی خود را در انجمن هنر فنلاند برگزار و بورسیه تحصیلی دریافت کرد. او برای ادامه تحصیل به دوسلدورف رفت، اما مجبور شد دوباره دروس خصوصی بگذراند، زیرا مدرسه هنر دوسلدورف در آن زمان زنان را نمی‌پذیرفت. در ابتدا، او می‌خواست نزد آدولف تیده مان درس بخواند، اما او درس خصوصی نمی‌داد، بنابراین او در عوض نزد نقاش مذهبی، اتو منگلبرگ تا سال ۱۸۶۲ آموزش دید. پس از آن، او توانست در پاریس تحصیل کند، جایی که اولین تجربه نقاشی با مدل‌های زنده را در کارگاه ژان باپتیست آنژ تیسیه داشت.

## ازدواج و تدریس
او در سال ۱۸۶۶ به واسا بازگشت تا با فردریک ویکتور سلتین (۱۸۳۳–۱۸۷۳) که پزشک بود ازدواج کند. این باعث شد که او موقتاً از دنیای هنر منزوی شود، اگرچه او همچنان به نقاشی صحنه‌هایی از خانه و خانواده خود ادامه داد. پس از فوت شوهرش در حالی تصمیم گرفت معلم هنر شود که سه فرزند داشت، او به تورکو نقل مکان کرد تا در مدرسه طراحی انجمن هنر معلم شود، و تا سال ۱۸۸۹ در آنجا ماند

## آثار کلیسایی
در سال ۱۸۷۷، وی شروع به پذیرش سفارش برای نقاشی‌های کلیسایی کرد، که تا سال ۱۹۱۵ ادامه داشت. اولین طراحی محراب او، در کلیسای تورناوان، در سینه‌یوکی بود. به تدریج نقاشی او بر تدریس او ارجحیت یافت. او طی ۳۵ سال حدود ۷۰ قطعه محراب خلق کرد که حدود ۵۰ مورد از آنها هنوز وجود دارد.

## تصاویر داستان زندگی تامی مخرب

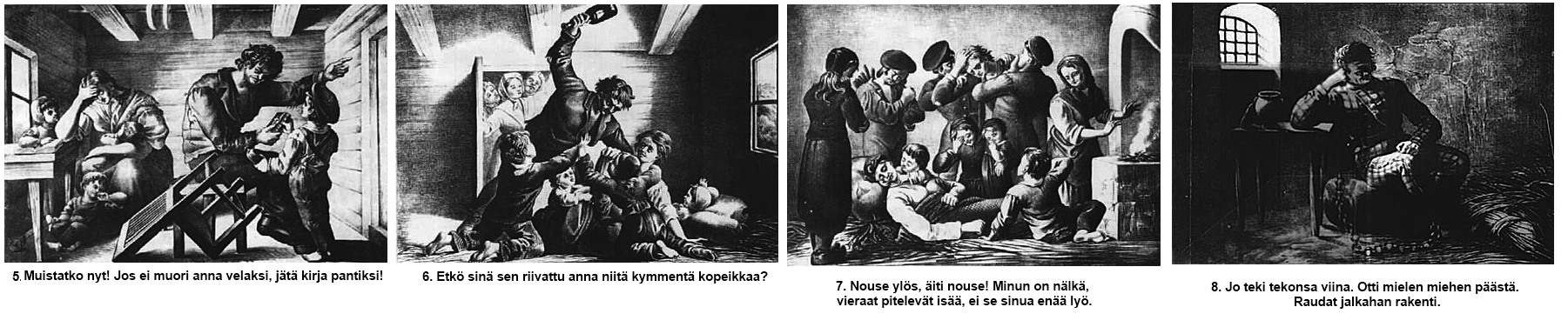